# Karl Herrmann (Landrat)
Ernst Karl Herrmann (* 9. März 1882 in Eilenburg; † 11. Mai 1951 auf Schloss Waldleiningen) war ein deutscher Widerstandskämpfer, Landrat und Abgeordneter des Kurhessischen Kommunallandtages.

## Leben
Karl Herrmann war der Sohn des Maurers Gottfried Hermann und dessen Gemahlin Maria Grubitsch. Nach seiner Schulausbildung erlernte er den Beruf des Eisendrehers. Er musste am Ersten Weltkrieg teilnehmen und kehrte verwundet in die Heimat zurück. 1919 trat er in die SPD ein und wurde Bezirkssekretär in Leipzig und von 1933 an in Kassel. Im April 1933 erhielt er ein Mandat für den Kurhessischen Kommunallandtag des Regierungsbezirks Kassel. Noch im selben Monat verhaftete ihn die Gestapo. Er kam zunächst in „Schutzhaft“ und dann ins Gerichtsgefängnis Kassel. Von dort wurde er ins KZ Breitenau verbracht, wo er bis Ende Juli 1933 inhaftiert war. Im Rahmen der Aktion Gitter – Massenverhaftungen durch die Gestapo nach dem Attentat vom 20. Juli 1944 – kam er in das KZ Sachsenhausen. Nach dem Krieg wurde er von den Alliierten als Landrat des Landkreises Kassel eingesetzt und durch die Kommunalwahl 1946 bestätigt. Er blieb bis zu seinem Tode während eines Kuraufenthaltes im Schloss Waldleiningen im Odenwald in seinem Amt.